# EPAMシステムズ
EPAM Systems＜イーパム システムズ ＞（EPAM Systems Inc.）は、米国（ペンシルベニア州）に本社を置く、「デジタルトランスフォーメーション(DX)」を強みとするIT企業で、ソフトウェア開発・エンジニアリングとITコンサルティングサービスを提供している。
1993年に設立され、2012年にニューヨーク証券取引所に上場（NYSE: EPAM）、2018年には、31四半期連続で20%超の成長率を達成した。
同社は現在、北米、豪州、欧州、アジア等26ヵ国・地域に拠点を有し、全世界に3万人以上（2019年10月時点）の従業員を抱える。フォーチュン・グローバル2000の企業120社を顧客に持ち、2017年度の売上高は14.5億米ドルに達した。米国の経済誌フォーブスによる「急成長している米国のテクノロジー企業上位 25 社」では2017年、第 12位に選出された。
同社はソフトウェアベンダーやテクノロジー企業のみならず、金融、リテール（小売）、製造、旅行・ホスピタリティ、自動車、ライフサイエンス、エネルギー、保険などのさまざまな産業に対し、ソリューションとサービスを提供しており、特に日常生活に係るあらゆる事象をデジタル化して繋ぐ「デジタルトランスフォーメーション」分野が同社の業績を牽引している。

## 沿革
- 2018年6月 - 東京都港区六本木電気ビルに事業所開設
- 2018年7月 - 事業開始
- 2021年12月 - 神谷町トラストタワーに移転
- 2022年12月 - 神谷町トラストタワーのオフィスをコワーキングオフィスとし、六本木ヒルズ森タワーにビジネスレプレゼンタティブオフィスを配置
- 2023年10月 - 代表社員 交代、本社所在地を六本木ヒルズ森タワーへ変更

## 日本法人

### 概要
2017年まで日本企業との取引は香港のアジア統括拠点から対応していたが、2018年に入り、大手企業との取引が拡大したこともあり日本法人の設立を決定。同年6月、既存顧客向けサポートの強化と新規顧客開拓のため、東京にEPAM Systems Japan合同会社を設立した。
設立間もないにもかかわらず、日本法人は2018年、EPAM社のグローバルネットワークで最も成長した拠点となった。
2018年8月より3名で事業を開始。1年足らずで、日本における従業員数は約90名に急拡大。現在（2022年5月）も成長を続けている。

### 提供するサービス
日本オフィスのサービスは、デジタル分野のITコンサルティング、エンジニアリング、UX（顧客体験）コンサルティング、デザイン提供などが中心。
- ITコンサルティング全般（業務改善分析〜アジャイル開発・継続した運用最適化）
- クラウド導入、運用サポート、開発、ビッグデータ解析
- 最新DevOps導入コンサルティング
- コネクティッドカー・クラウド・プラットフォーム
- デジタル・マーケティング改善支援
- 「デザイン思考」による経営・業務改善
- UX（顧客体験）コンサルティング
- カスタマー・ジャーニー・マッピング分析
- 業務改善に合わせたAIツールの開発
- IoTソリューション
- 各種パッケージ導入支援

### 日本国内での競合
「デジタル・トランスフォーメーション」をIT・デザインコンサルティング分野で牽引しており、全く同じビジネスモデルのプレーヤーは日本には殆ど存在しない。
- IT分野では、アクセンチュア、デロイト・デジタル、インフォシス・リミティッド、国内IT大手と競合する。
- デザイン・コンサルティング分野では、アクセンチュア・デジタル（IDEO)、電通デジタルなどと競合する。